# Champions Cup (Irlandia)
Puchar Mistrzów Irlandii (irl. Corn na Seaimpíní, ang. Champions Cup) – trofeum przyznawane zwycięskiej drużynie meczu rozgrywanego pomiędzy aktualnym Mistrzem Irlandii oraz aktualnym Mistrzem Irlandii Północnej w danym sezonie.

## Historia
W sezonie 2019 odbył się pierwszy oficjalny mecz o Puchar Mistrzów Irlandii. Zwycięzcą dwumeczu został Dundalk pokonał 1:1, 6:0 Linfield.
Puchar Mistrzów to już siódme duże ogólnoirlandzkie rozgrywki od czasu podziału irlandzkiego futbolu na dwie jurysdykcje (FAI i IFA) po podziale Irlandii w 1921 roku. Wcześniejsze rozgrywki obejmowały Dublin and Belfast Intercity Cup (1941–1949), North-South Cup (1961–1963), Blaxnit Cup (1967–1974), Texaco Cup (1973–1975), Tyler Cup (1978–1980) i Setanta Sports Cup (2005–2014). Odbył się także Irish News Cup (1995–1999), jednak nie zalicza się go do głównych rozgrywek w całej Irlandii, ponieważ ani mistrzowie ligi, ani zdobywcy pucharów nie zostali zaproszeni.
Edycja 2020 została przełożona w listopadzie 2020 roku z powodu pandemii COVID-19, a plany rozszerzonego turnieju 4-drużynowego ogłoszono na 2021 rok. W listopadzie 2021 roku ogłoszono, że turniej został ponownie przełożony, a 4 maja 2022 roku odwołano edycję 2021 z powodu braku wolnych terminów.

## Format
Mecz o Superpuchar Irlandii rozgrywany jest przed rozpoczęciem każdego sezonu. W przypadku remisu po upływie regulaminowego czasu gry od razu przeprowadzana seria rzutów karnych.

## Zwycięzcy i finaliści
| Sezon                                         | K   | K                                      | T | Zwycięzca    | Wynik | Finalista     | Data, miejsce                           | Uwagi                              |
| Puchar Mistrzów Irlandii (ang. Champions Cup) |     |                                        |   |              |       |               |                                         |                                    |
| 2019                                          |     |                                        | 1 | Dundalk F.C. | 1:1   | Linfield F.C. | 8.11.2019, Windsor Park, Belfast, 2.819 |                                    |
| 2019                                          | 6:0 | 11.11.2019, Oriel Park, Dundalk, 2.412 | 1 | Dundalk F.C. |       | Linfield F.C. |                                         |                                    |
| 2020                                          |     |                                        |   |              |       |               |                                         | nie rozgrywano przez COVID-19      |
| 2021                                          |     |                                        |   |              |       |               |                                         | nie rozgrywano przez brak terminów |

## Statystyka

### Klasyfikacja według klubów
W dotychczasowej historii finałów o Champions Cup na podium oficjalnie stawało w sumie 2 drużyny. Liderem klasyfikacji jest Dundalk F.C., który zdobył trofeum 1 raz.
Stan na 31.12.2022. 
| Lp. | Klub          | Zdobywca | Finalista    | Zwycięskie sezony | Przegrane finały |   |   |      |  |
| --- | ------------- | -------- | ------------ | ----------------- | ---------------- | - | - | ---- |  |
| Lp. | Klub          | 1.       | Dundalk F.C. | Zwycięskie sezony | Przegrane finały | 1 | 0 | 2019 |  |
| 2.  | Linfield F.C. | 0        | 1            |                   | 2019             |   |   |      |  |

### Klasyfikacja według miast
Stan na 31.05.2022.
| Miasto  | Liczba tytułów | Kluby            |
| ------- | -------------- | ---------------- |
| Dundalk | 1              | Dundalk F.C. (1) |

### Klasyfikacja według kwalifikacji
| Tytuł                     | Zwycięstw | Finałów |
| ------------------------- | --------- | ------- |
| Mistrz Irlandii           | 1         | 0       |
| Mistrz Irlandii Północnej | 0         | 1       |